# راي باتس
راي باتس (بالإنجليزية: Ray Butts)‏ هو مهندس وموسيقي وكاتب أغاني أمريكي، ولد في 22 سبتمبر 1919 في إثيل في الولايات المتحدة، وتوفي في 20 أبريل 2003 في ناشفيل في الولايات المتحدة.